# Dieci (Anthony)
Dieci è il decimo album in studio del cantante italiano Anthony, pubblicato nel 2019.

## Tracce
1. Sta' aspettanno – 3:13
2. A chella festa – 3:45
3. Sulo buoni amici (feat. Paola Pezone) – 3:59
4. Che ce vedimmo a ffà – 3:47
5. Me lasci 'e segni – 3:39
6. Nun me fa niente cchiù – 3:50
7. Dice a l'ato ca 'o vuò bene – 3:09
8. 'A seconda nun si' tu – 3:49
9. Senza 'e me – 3:37
10. Mammà (Anthony & Enzo D.o.n.g.) – 3:32